# Seznam představitelů Libye
Toto je seznam státních představitelů Libye od vyhlášení nezávislosti 24. prosince 1951. 

## Představitelé Libye
| Začátek      | Konec        | Jméno                           | Funkce |
| ------------ | ------------ | ------------------------------- | --- |
| 24. 12. 1951 | 1. 9. 1969   | Idris I.                        | král |
| 1. 9. 1969   | 2. 3. 1979   | Muammar Kaddáfí                 | předseda Rady revolučního velení a generální tajemník Všeobecného lidového kongresu; od 1. 9. 1969 do převratu v roce 2011 Vůdce libyjské revoluce |
| 2. 3. 1979   | 7. 1. 1981   | Abdul Ati al-Obeidi             | generální tajemník Všeobecného lidového kongresu                                                                                                   |
| 7. 1. 1981   | 15. 2. 1984  | Muhammad az-Zaruq Rajab         | generální tajemník Všeobecného lidového kongresu                                                                                                   |
| 15. 2. 1984  | 7. 10. 1990  | Mifta al-Usta Umar              | generální tajemník Všeobecného lidového kongresu                                                                                                   |
| 7. 10. 1990  | 18. 11. 1992 | Abdul Razzaq as-Sawsa           | generální tajemník Všeobecného lidového kongresu                                                                                                   |
| 18. 11. 1992 | 3. 3. 2008   | Zentani Muhammad az-Zentani     | generální tajemník Všeobecného lidového kongresu                                                                                                   |
| 3. 3. 2008   | 5. 3. 2009   | Muftah Muhammad al-Sanusi Kaiba | generální tajemník Všeobecného lidového kongresu                                                                                                   |
| 5. 3 .2009   | 26. 1. 2010  | Mubarak Abdallah al-Shamikh     | generální tajemník Všeobecného lidového kongresu                                                                                                   |
| 26. 1. 2010  | 8. 9. 2011   | Muhammad Abul-Qasim al-Zwai     | generální tajemník Všeobecného lidového kongresu                                                                                                   |
| 5. 3. 2011   | 8. 8. 2012   | Mustafa Abdul Džalíl            | předseda Dočasné národní přechodné rady |
| 8. 8. 2012   | 9. 8. 2012   | Mohammed Ali Salim              | zastupující předseda Generálního národního kongresu                                                                                                |
| 9. 8. 2012   | 28. 5. 2013  | Mohamed Yousef el-Magariaf      | předseda Generálního národního kongresu |
| 28. 5. 2013  | 25. 6. 2013  | Giuma Ahmed Atigha              | zastupující předseda Generálního národního kongresu                                                                                                |
| 25. 6. 2013  | 5. 4. 2016   | Nouri Abusahmain                | předseda Generálního národního kongresu |
| 4. 8. 2014   | 5. 8. 2014   | Abu Bakr Baira                  | zastupující předseda poslanecké sněmovny |
| 5. 8. 2014   | současnost   | Aguila Saleh Issa               | předseda poslanecké sněmovny |
| 30. 3. 2016  | 15. 3. 2021  | Fayez al-Sarraj                 | předseda Prezidentské rady |
| 15. 3 2021   | současnost   | Mohamed al-Menfi                | předseda Prezidentské rady |